# Tomáš Sivok
Tomáš Sivok (Pelhřimov, Csehszlovákia, 1983. szeptember 15. –) cseh labdarúgó. A cseh válogatott tagjaként ott volt a 2008-as és a 2012-es, valamint a 2016-os Európa-bajnokságon.

## Pályafutása
Sivok a České Budějovicéban kezdte meg profi pályafutását 2000-ben. Két évvel később leigazolta Csehország egyik élcsapata, a Sparta Praha. Ott eleinte nem tudott állandó helyet kiharcolni magának, ezért 2003-ban kölcsönben visszaküldték nevelőegyesületéhez. 2005 szeptemberében ő lett a Sparta csapatkapitánya.
Jó teljesítményére az Udinese is felfigyelt, az olaszok 2007 januárjában le is igazolták. A fekete-fehéreknél nem tudta beváltani a hozzá fűzött reményeket, ezért 2008-ban kölcsönben visszatért a Sparta Prahához. 2008 májusában 4,7 millió euróért szerződtette a Beşiktaş. Négy plusz egy évre szóló szerződést írt alá a törökökkel.

### A válogatottban
Sivok 2005-ben mutatkozott be a cseh válogatottban. Első gólját 2010. május 26-án, az Egyesült Államok ellen szerezte. A válogatottal részt vett a 2008-as és a 2012-es Eb-n is.

## Magánélete
Sivok 2006-ban a cseh kormány rasszizmus elleni kampányának egyik hivatalos arca lett. 2009. március 9-én Isztambulban feleségül vette Michaela Šachlovát, egy fiuk van, akit Andre Tomasnak hívnak.

## Fordítás
- Ez a szócikk részben vagy egészben  a   Tomáš Sivok című angol Wikipédia-szócikk fordításán alapul.  Az eredeti cikk szerkesztőit annak laptörténete sorolja fel. Ez a jelzés csupán a megfogalmazás eredetét és a szerzői jogokat jelzi, nem szolgál a cikkben szereplő információk forrásmegjelöléseként.